# Jelek (film)
A Jelek (eredeti cím: Signs) 2002-ben bemutatott sci-fi thriller, amelyet M. Night Shyamalan írt és rendezett. A főbb szerepekben Mel Gibson, Joaquin Phoenix, Rory Culkin és Abigail Breslin látható. Shyamalant, aki szintén játszott egy kis szerepet mint szomszéd, az Invasion of the Body Snatchers, a Night of the Living Dead és a The Birds filmek ihlették. 
A filmet rengeteg pozitív kritika érte és 2002 egyik legsikeresebb filmje lett.

## Cselekmény
A Hess-család egy farmon él Doylestownban, Pennsylvania államban. Graham Hess (Mel Gibson) egykor pap volt, azonban felesége tragikus balesete következtében, melyet Ray (M. Night Shyamalan) okozott, elvesztette a hitét. Graham keservesen küzd fia, Morgan (Rory Culkin) asztmaproblémáival. Grahamet nagyon megrázta ami a feleségével történt, ezért a vallás gyakorlásával felhagy. A történtek után öccse, Merill (Joaquin Phoenix) Grahamhez költözik. Graham lányának, Bónak (Abigail Breslin) van egy különös szokása: alkalmanként egy újabb pohár vizet kér, majd a vízzel teli poharakat otthagyja.
Graham életében nem történik semmi különös, míg meg nem jelenik a farmján egy gabonakör. Eredete és célja ismeretlen. Vannak, akik szerint tréfát űztek Grahamből, vannak, akik földönkívüli lényeknek tulajdonítják őket. Ahogy folytatódik a történet, világossá válik, hogy Graham farmja megfigyelés alatt áll. Egy este Graham és Merill üldözni kezdenek egy magas, sötét alakot, aki kémlelte őket a pajta tetejéről. A titokzatos valaki hamar eltűnik a kukoricásban. Később a családot sokkolja a hír, miszerint az övékhez hasonló gabonakörök jelennek meg a világ számos pontján, méghozzá olyan gyors ütemben, hogy az átverés lehetősége már kizárt. Morgan szeretne beszélni az űrlényekkel a seriff rádióján, és említést tesz róla, hogy neki is van egy babamonitora, persze az csak egyirányú kommunikációra alkalmas. Meg is találják az alagsorban. Egy nap épp kiszállnak az autóból, mikor furcsa hangokat hallanak a babamonitorból. Morgan felmászik a kocsi tetejére és az ég felé tartja a készüléket, próbálva tiszta jeleket fogni. Sikerül földönkívüliek párbeszédét hallani, bár csak rövid ideig.
Azon az estén Graham bemerészkedik a kukoricásba, mivel a kutyájuk arrafelé nézve ugat. Ott kiszúr egy hosszú, zöld lábat a növények közt eltűnni. Graham megijed, elkezd futni és meg sem áll a házig. Az esetet elmondja a család összes tagjának, akik elhatározzák, hogy a tévéből informálódnak tovább. A jelenetet követően egy visszaemlékezést láthatunk, melyben részletezik, hogy halt meg Colleen, Graham felesége. (Colleent fához préselte egy kocsi, amit Ray vezetett. A nő testét csak a kocsi és a fa tartotta egyben, nemsokára meghalt.)
Aztán Merill egy videóösszeállítást lát a tévében egy brazil fiú születésnapi zsúrjáról, ahol sikerült videofelvételt készíteni egy földönkívüliről teljes életnagyságban. Ray telefonhívását követően Graham tesz egy rövid látogatást annak házánál. Szomszédját a ház előtt találja meg a kocsiban. A férfi zavartan néz ki a autóból, látszik, hogy vérzik. Ray bocsánatot kért Grahamtől a balesetért, és elmondja a férfinak, hogy egyesek szerint a földönkívüliek "nem szeretik a vizet" és hogy "sok ember lement a tóhoz", továbbá annyit tanácsol még a papnak, hogy "ne menjen be a kamrába". Graham persze bemegy a konyhába és megpróbálja megfigyelni a kamrába bezárt földönkívülit. Graham levágja a lény néhány ujját, majd elfut.
Később Graham találkozik a családjával és felajánl két alternatívát: az egyik, hogy menjenek le a tóhoz, a másik, hogy maradjanak otthon. Egy családi szavazás után, minek eredménye hallatán Graham felkiált, hogy az ő szavazata kettőt ér, otthon maradnak és megerősítik az ajtókat, ablakokat. Míg Graham és Merill ezen dolgoznak, Bo és Morgan a televíziós hírekben értesülnek arról, hogy a misztikus légi fények 274 nagyvárosban vannak jelen világszerte és számuk rohamosan nő.
Azon az estén Graham és Merill beszélgetnek a hitről. Már megtudhattuk, hogy Graham nem hisz Istenben a baleset óta. Mint mondja, két fajta ember létezik: akik hisznek a véletlenben és akik egy-egy jelként fognak fel történéseket. Mikor Merill megkérdezi Grahamet, ő melyik, nem válaszol. Mikor végeznek az utolsó ajtó megerősítésével, bemennek a nappaliba, a földönkívüliekre várva. Később több lény is bejut a házba. Mikor Merrill rájön, hogy a padláson semmilyen munkálatot nem végeztek, elhatározzák, hogy lemennek az alagsorba és bezárkóznak. Közben Morgan rosszul van asztmája miatt.
Másnap reggel értesülnek a rádióból, hogy az idegenek visszavonultak. A babamonitor nem fog több szignált. Visszamennek hát a nappaliba, ahol kellemetlen meglepetésben lesz részük: az a földönkívüli várja ott őket, akinek ujját Graham vágta le Ray házában. Az idegen felkapja Morgant. Ismét bevágják a visszaemlékezést Colleen haláltusájáról. Láthatjuk, amint Graham vigasztalja feleségét, míg meg nem hal. Annyit még sikerül közölnie férjével, hogy lásson, vigyázzon a gyerekekre, szereti őket és hogy Merill "sózzon oda" (utalva ezzel Merill baseball-mániájára).
A végső küzdelem során Grahamnek eszébe jut felesége Merillhez intézett utolsó mondata, így mondja testvérének, hogy sózzon oda. Merill fogja a baseballütőjét és megtámadja az idegent. Graham elveszi fiát a lénytől, aki elájult a földönkívüli által beléjuttatott méregtől. Merill rájön, hogy a víz árt az idegeneknek, így a víz és a baseballütő segítségével végez a földönkívülivel. Graham kiviszi az udvarra fiát és próbálja őt lélegeztetni. Később rájön, hogy Morgan asztma-rohamának köszönhetően nem lélegezte be a mérget.
Az utolsó jelenetben Grahamet papi ruhában láthatjuk.

## Szereplők
| Szerep         | Színész            | Magyar hang    |
| -------------- | ------------------ | -------------- |
| Graham Hess    | Mel Gibson         | Dörner György  |
| Merill Hess    | Joaquin Phoenix    | Csőre Gábor    |
| Morgan Hess    | Rory Culkin        | Baráth István  |
| Bo Hess        | Abigail Breslin    | Bánlaki Kelly  |
| Paski rendőrnő | Cherry Jones       | Fehér Anna     |
| Ray Reddy      | M. Night Shyamalan | Schmied Zoltán |
| Colleen Hess   | Patricia Kalember  | Mics Ildikó    |